# Baptisten auf den Kaimaninseln
Baptisten auf den Kaimaninseln gab es bereits in der ersten Hälfte des 19. Jahrhunderts. Sie verbanden sich um 1870 zu einem kleinen Gemeindebund. Entscheidende Impulse für den Gemeindeaufbau kamen 15 Jahre später durch die Missionsarbeit jamaikanischer Baptisten. Sie war, was ihre Anfänge anging, eng verbunden mit dem baptistischen Geistlichen Joshua Heath Sobey. Im Jahr 2024 gehörten 8,3 Prozent der Bewohner der Kaimaninseln zu einer Baptistengemeinde.
Während die meisten Kaiman-Gemeinden nicht zum Weltbund der Baptisten gehören, sind die First Baptist Church Grand Cayman und die Cayman Islands Baptist Church Mitglieder der Caribbean Baptist Fellowship, einer regionalen Unterorganisation des Weltbundes.

## Geschichte

Joshua Heath Sobey (1860er Jahre)

Um 1850 gab es einzelne Baptisten auf den Kaimaninseln. Ihr missionarisches Engagement führte dazu, dass sich um 1870 eine kleine Vereinigung, die Baptist Association of Churches, konstituieren konnte. Die baptistische Art der Gemeindeorganisation und des Gemeindelebens stieß besonders bei den Inselbewohnern afroamerikanischer Herkunft auf offene Türen.
Im Jahr 1885 entsandte die Jamaica Baptist Mission Society (JaBMS; deutsch: Jamaikanische baptistische Missionsgesellschaft) den Geistlichen Joshua Heath Sobey auf die zu den Großen Antillen gehörende Inselgruppe, um dort die Lage für den Aufbau einer Missionsarbeit zu erkunden. Nachdem Sobey eine Empfehlung speziell für Cayman Brac und Little Cayman ausgesprochen hatte, schickte die JaBMS ihre ersten Missionare, deren Einsatz Sobey in den ersten fünf Jahren auch begleitete. In Würdigung seines Wirkens wurde eine kleine Siedlung auf Cayman Brac als Sobeyville benannt. Die dortige Baptistenkirche trug bis in die 1960er Jahre den Namen Sobeyville Baptist Church. Mit einer Kommunalreform 1966 änderte sich auch der Name der Kirche; sie trägt heute den neuen Ortsnamen in ihrer Bezeichnung Stake Bay Baptist Church.
Im Jahr 1933 zerstörte ein schwerer Hurrikan weite Teile der Kaimaninseln und führte zur vorläufigen Einstellung der jamaikanischen Missionsarbeit, durch die seit 1885 vier baptistische Gemeinden auf der Insel Cayman Brac und eine auf der Insel Little Cayman entstanden waren. Von den damals 28 Bewohnern der letztgenannten kleinsten Kaimaninsel waren 26 Personen Mitglieder der lokalen Baptistengemeinde.
Anfang der 1950er Jahre entsandte die Missionsgesellschaft Baptist International Missions, Inc. (BIMI) Sam Chastain auf die Kaimaninseln mit dem Auftrag, dort mit einer Gemeindegründungsarbeit zu beginnen. Es folgten weitere BIMI-Missionare, die zwei weitere Gemeinden gründeten.
Anfang der 1960er Jahre erhielten die Baptisten auf den Kaimaninselns neue Impulse, die bis in die Gegenwart hinein zu einem beständigen Wachstum führten. Namentlich zu erwähnen ist für diese Epoche unter anderem der Missionar M. Lee King, der 1965 auf die Inseln kam und seine geistliche Heimat ursprünglich bei den Südlichen USA-Baptisten hatte. Der ehemalige Seemann im Dienst der US-amerikanischen Handelsmarine verstand es, sein evangelistisches Engagement mit praktischer Hilfe für die Bewohner der Kaimaninseln zu verbinden. Er sammelte ein Team praktisch begabter Mitarbeiter um sich, grub Brunnen für die Wasserversorgung, sorgte für die Einrichtung von Jugendtreffs und gründete einen Betreuungsdienst für pflegebedürftige Senioren. Er half beim Aufbau des Hafens von Cayman Brac und als im örtlichen Krankenhaus wegen des Mangels an geschultem Personal das Röntgengerät nicht mehr bedient werden konnte, machte er sich auf autodidaktischem Weg mit den Funktionen des Geräts vertraut und bot seine Hilfe an. Für Kinder und deren Familien richtete er sogenannte Ferienbibelschulen ein, an denen Theologiestudenten aus den Vereinigten Staaten unterrichteten.
In den folgenden Jahren und Jahrzehnten kamen weitere baptistische Missionare auf die Kaimaninseln. Unter ihnen waren Carl Schooling, der von 1975 bis 1977 auf den Inseln wirkte, sowie im Anschluss daran das Missionarsehepaar Herbert und Jackie Neely, die aus Simbabwe kamen und vor allem auf der Insel Grand Cayman ihren Arbeitsschwerpunkt hatten. Hier entstand um 1980 die First Baptist Church of Grand Cayman. Neben dem Ehepaar Neely waren auch einige von Cayman Brac zugezogene Baptisten daran beteiligt. Ab 1981 begann die Arbeit unter spanischsprachigen Inselbewohnern. Ein Studentenehepaar vom Southwestern Baptist Seminary in Fort Worth/Texas gelten als deren Begründer.
Im Frühjahr 2018 wurde auf dem Gelände der Cayman Island Baptist Church das Northwestern Caribbean Baptist Theological Seminary (NCBTS), eine Ausbildungsstätte für baptistische Geistliche gegründet. Die Gründung geschah in enger Zusammenarbeit mit dem bereits erwähnten Southwestern Baptist Seminary in Texas.

## Organisation und Statistik
Auf den Kaimaninseln existierten 2024 zehn Baptistengemeinden mit im Jahr 2005 annähernd 1000 gläubig getauften Baptisten, davon ungefähr die Hälfte auf Cayman Brac. Die First Baptist Church of Grand Cayman mit einer und die Cayman Island Baptist Church mit zwei Gemeinden sind Mitglieder der Caribbean Baptist Fellowship (CBF) nicht aber des Baptistischen Weltbundes, zu dem die CBF als Regionalverband gehört. Drei weitere Gemeinden der Kaimaninseln werden von den Baptist International Missions, Inc. (BIMI) unterstützt.

### Grand Cayman
- Calvary Baptist Church, 191 Walkers Road[16]
- Cayman Islands Baptist Church, 163 Pedro Castle Road[17] Im Gemeindezentrum trifft sich auch eine eigenständige spanischsprechende Gemeinde, die Iglesia Bautista de las Islas Caimán.[18]
- First Baptist Church Grand Cayman, 920 Crewe Road;[19] in der Kirche trifft sich auch eine spanischsprechende Gemeinschaft.[20]
- Good News Baptist Church, Tropical Gardens Road[21]

### Little Cayman
- Little Cayman Baptist Church in Blossom Village; einzige Kirche auf Little Cayman. Sie wurde nach dem Hurrikan 1932 wiederaufgebaut.[22]

### Cayman Brac
- Bethel Baptist Church, Spot Bay Road. Die Gemeinde verfügt über einen eigenen Friedhof.[23]
- Crossroad United Baptist Church, Crossroad[24]
- Ebenezer Baptist Church,[25] Die Gemeinde verfügt über einen eigenen Friedhof.[26]
- Hillside Chapel Baptist Church, Ashton Rdeid Dr.[27]
- Stake Bay Baptist Church (vor 1966 Sobeyville Baptist Church), 133A Stake Bay Road[28]